# 日本城郭協會
公益财团法人日本城郭协会（日语：／）是日本一個公益性質的研究協會，聚焦於城郭的研究與保護。該協會發源於二戰後日本國內重建天守閣等建築的運動，於1967年正式成立。該協會總部位於東京都杉並区，過去曾由文部科学省生涯学習政策局社会教育課管轄。

## 設立人員
- 代表發起人・常任理事
  - 井上宗和（日语：井上宗和）（城郭学者）
- 理事
  - 鳥羽正雄（日语：鳥羽正雄）（東洋大學教授・日本史）
  - 藤岡通夫（日语：藤岡通夫）（東京工業大學教授・建築史）
  - 田邊泰（日语：田辺泰）（早稻田大学教授・建築史）
  - 城戶久（日语：城戸久）（名古屋工業大學・建築史）
- 評議委員
  - 岸田日出刀（日语：岸田日出刀）（東京大學教授・建築史）
  - 堀米庸三（日语：堀米庸三）（東京大學教授・西洋史）
  - 喜內敏（日语：喜内敏）（金澤大學教授・土木史）
  - 藤島亥治郎（日语：藤島亥治郎）（東京大學教授・建築史）
  - 小野忠熙（日语：小野忠熈）（廣島大學教授・考古学）

## 協會評選的名城
- 日本100名城
- 續日本100名城
- 歐洲100名城

## 外部連結
- 官方網站 （页面存档备份，存于）